# Brac de l'Arieja
El Brac de l'Arieja és una raça de gos de caça de tipus gos de mostra originària de l'Arieja, al sud de França. La raça es manté com a gos de caça, no com a mascota o per exposicions canines.

## Aparença
La raça és proporcionada i d'orelles caigudes. La cua està acoblada al cos i el seu pelatge és curt i negre principalment esquitxat de grans taques de colors taronja, fetge o castany al cap i a les orelles.
La seva grandària és d'uns 60-67 cm d'altura a la creu. Els gossos d'aquesta raça han d'aparèixer potents, robusts i forts però sense pesadesa excessiva.
Tenen un temperament ràpid i enèrgic. Molt independents, necessiten entrenament i activitat de forma molt regular, així com un raspallat freqüent.